# Biltema
Biltema er en nordisk forretningskæde, der er specialiseret salg af bildele, biltilbehør, værktøj og fritidsprodukter. Kæden blev grundlagt af Sten Åke Lindholm i 1963 i Linköping, Sverige, oprindeligt som postordrehandel med reservedele til biler, men efter nogle år blev det første fysiske varehus åbnet. Biltema åbnede første butik i Norge i 1983, Finland i 1985, og Danmark i 2002. Landene har egne selskaber som alle er organiseret igennem det hollandske holdingselskab Biltema Holding.
Biltemas varehuse er typisk på 5000 kvm, og fører mere end 19.000 varenumre. Flere af varehusene har også café. Der er i dag 145 Biltema-varehuse:
| Butikker per land | Butikker per land | Butikker per land |
| ----------------- | ----------------- | ----------------- |
| 16. juli 2023     |                   |                   |
| 1                 | Norge             | 68                |
| 2                 | Sverige           | 61                |
| 3                 | Finland           | 17                |
| 4                 | Danmark           | 19                |

## Danmark
Den danske afdeling er organiseret i aktieselskabet Biltema Danmark med hovedkvarter i Slagelse. Dette selskab er et datterselskab til hollandske Biltema Holding.
I Danmark er der i dag 19 varehuse.

### Varehuse i Danmark
- Esbjerg
- Fredericia[6]
- Glostrup
- Herning[7]
- Hjørring
- Holbæk
- Horsens
- Kalundborg
- Nykøbing Falster
- Næstved
- Odense
- Randers
- Roskilde
- Rødekro
- Slagelse[8]
- Sønderborg
- Thisted[9]
- Aalborg
- Holstebro